# Knik-gleccser
A Knik-gleccser egy jégmező, amely az alaszkai Anchorage-től 50 mérföldre keletre, a Chugach-hegység északi végén található. A jégmező átlagosan több mint 25 mérföld hosszú és több mint 5 mérföld átmérőjű, így Alaszka déli középső részén az egyik legnagyobb gleccser.